# Gravières
Gravières är en kommun i departementet Ardèche i regionen Auvergne-Rhône-Alpes i sydöstra Frankrike. Kommunen ligger  i kantonen Les Vans som ligger i arrondissementet Largentière. År 2022 hade Gravières 511 invånare.

## Befolkningsutveckling
Antalet invånare i kommunen Gravières
Referens: INSEE